# Tata Tiago
Tata Tiago este o mașină de oraș fabricată de Tata Motors în India începând cu anul 2016. Modelul este derivat din proiectul Tata Kite.
Modelul Tiago a fost anunțat anterior ca Tata Zica, "Zica" fiind o prescurtare de la "zippy car", dar numele a fost schimbat pentru că semăna cu numele virusului Zika. Tiago, un nume bărbătesc în portugheză, a fost ales din sugestiile făcute on-line.

## Istoric

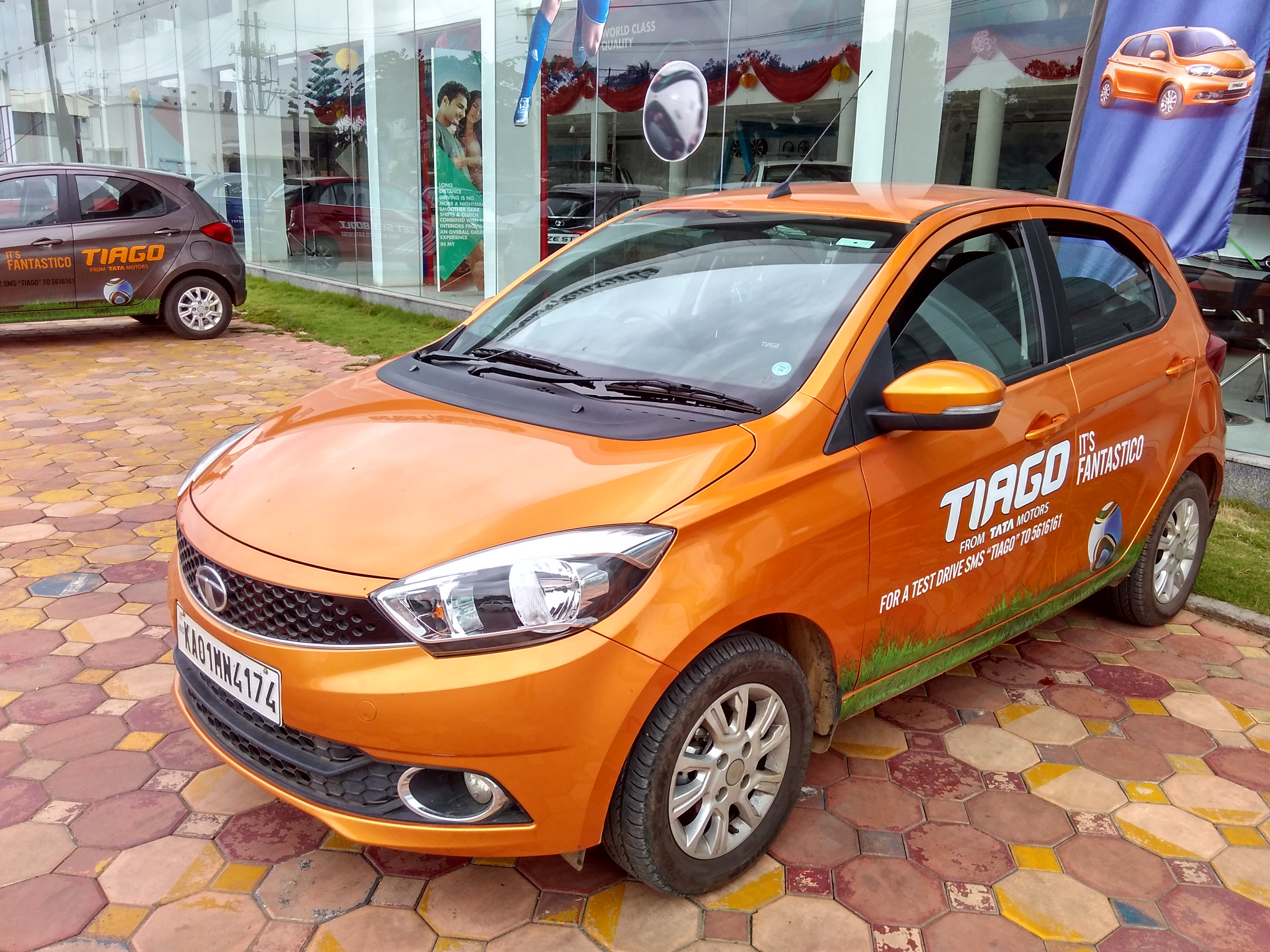
Tata Tiago test drive masina

Tata Tiago s-a născut ca succesor al modelului anterior Tata Bolt, care a fost doar o restilizare a modelului Tata Indica Vista. La fel ca Indica Vista, Tata Bolt nu a obținut succesul dorit, așa că Tata a început să proiecteze un vehicul complet nou (proiectul Kite). Acesta urma să fie o masina de oras cu 5 uși care să poată impulsiona vânzările brandului în India.
Platforma de bază a fost șasiul Tata X1, același ca la  modelele Indica și Bolt, dar acesta a fost puternic modificat și scurtat, deoarece cu noua mașină Tata Motors a dorit să reducă prețul de listă precum și costurile de producție. De asemenea, toate motoarele au fost noi, vechile Fiat 1.2 FIRE și 1.3 Multijet folosite de modelele anterioare au fost abandonate. Cu Tiago, Tata a lansat motoarele în trei cilindri Revotron și Revotorq, concepute împreună cu austriecii de la AVL, o familie de motoare modulare concepute pentru a dota întreaga gamă a producătorului indian.
Tata Tiago avea 3,75 metri lungime, fiind mai scurt decât vechiul Tata Bolt, iar caroseria are 5 uși. Din Tiago a fost, de asemenea, dezvoltată o varianta berlină numită Tata Tigor.
Motoarele sunt: Revotron (trei cilindri, 1,2 litri 12V benzină), care oferă 85 de cai putere și 114 Nm de cuplu maxim combinat cu o transmisie manuală cu 5 trepte sau automată cu 6 trepte, dieselul Revotorq (trei cilindri common rail, 1,1 litri 12V) ce oferă 70 de cai putere și 140 Nm de cuplu maxim, combinat cu o transmisie manuală cu 5 trepte. Tiago este produs numai cu volan pe dreapta la fabrica Tata Motors din Sanand și nu este de așteptat să fie importate în Europa.
În septembrie 2018 Tata Motors a lansat Tiago NRG pe piața indiană. Este vorba de un crossover cu garda la sol mărită cu 10 mm, protecții de plastic pentru bare și praguri, jante de aliaj în două culori și un scut scut sub bara din spate. Tiago NRG este vândut atât cu motorul de 1,2 benzină cât și cu dieselul de 1,1 litri.
În octombrie 2018 Tata a lansat Tiago JTP, o versiune sport motoriată de motorul Revotron Turbo cu o putere maximă de 110 cai.